# Forum Demokratische Linke 21
Das Forum Demokratische Linke 21 (DL 21) ist eine linke Strömung innerhalb der SPD, die als ein in Berlin ansässiger eingetragener Verein organisiert ist. Sie verfolgt das Ziel, einen klar linken Kurs innerhalb der Partei durchzusetzen. Dabei engagiert sich die DL21 insbesondere für einen starken Sozialstaat, die Ausweitung wirtschaftsdemokratischer Mitbestimmung sowie für eine Umverteilungspolitik, die soziale Gerechtigkeit fördert. Der sozial-ökologische Umbau wird hierbei als genuin soziale Gerechtigkeitsfrage verstanden. Die Gründung im Jahr 2000 ist zugleich der Hintergrund der Bezeichnung „21“, mit der programmatisch der Anspruch verbunden wurde, ein zeitgemäßes, linkes sozialdemokratisches Verständnis für die Herausforderungen des 21. Jahrhunderts zu formulieren.

## Geschichte

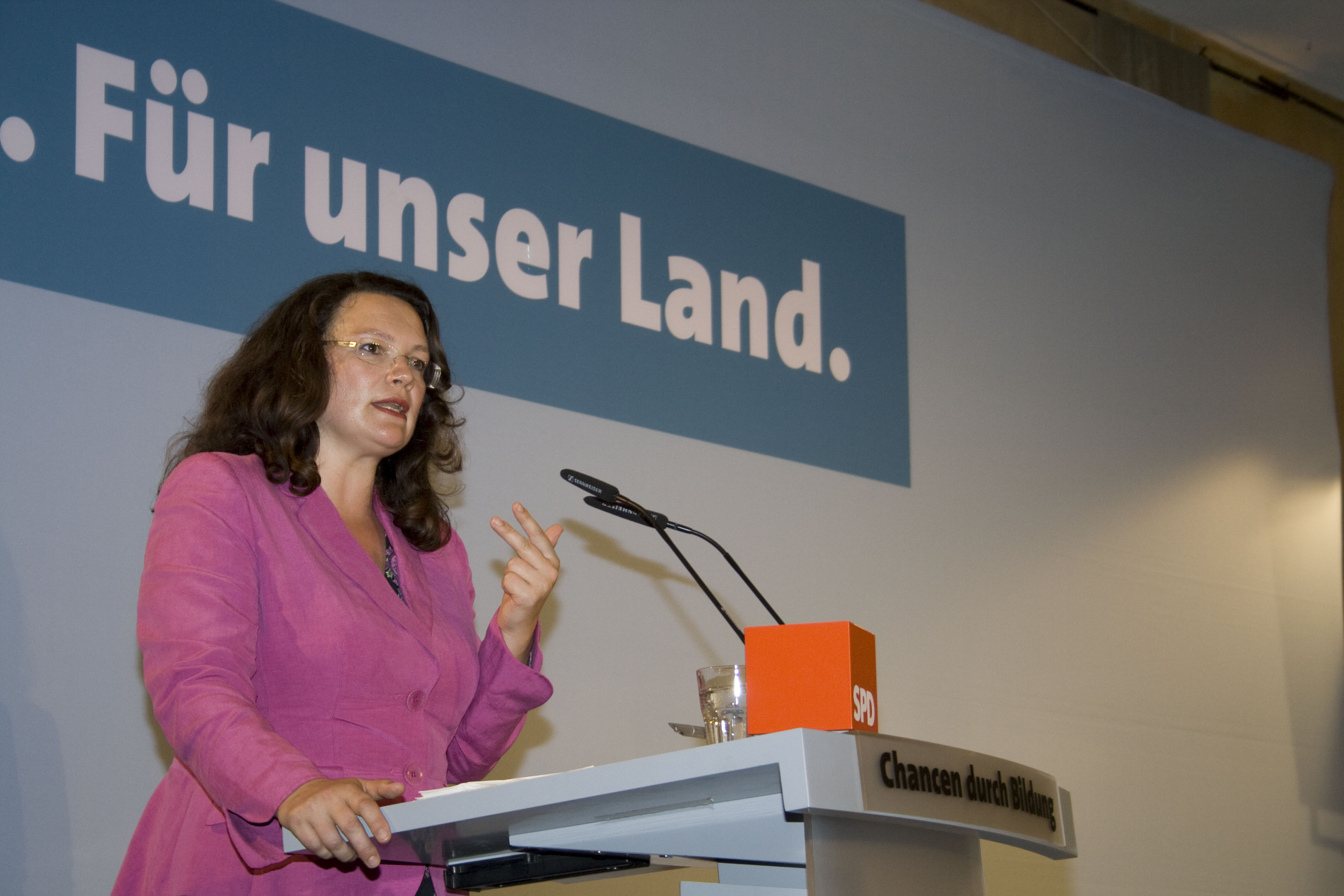
Andrea Nahles (2009), DL21-Vorsitzende 2000–2008

Das Forum ist Nachfolgeorganisation des Frankfurter Kreises, da nach dem erfolgreichen Marsch durch die Institutionen der ehemaligen 68er ein neuer Impuls für linke Politik nötig gewesen sei. Vorsitzende des Forums DL 21 war von der Gründung bis 2008 Andrea Nahles, erster stellvertretender Vorsitzender der vormalige Sprecher des Frankfurter Kreises Detlev von Larcher. Zu den Gründungsmitgliedern gehörten außerdem der damalige Juso-Vorsitzende Benjamin Mikfeld, die Bundestagsabgeordneten Konrad Gilges und Thomas Sauer sowie die Landespolitiker Rudolf Borchert, Gernot Grumbach, Klaus Hahnzog, Joachim Schuster und Elke Seidel. Mitte der 2000er-Jahre wurden neben Nahles Niels Annen, Hilde Mattheis, Ernst Dieter Rossmann sowie der damalige Juso-Vorsitzende Björn Böhning zu den prominenteren Vertretern von DL 21 gezählt. Böhning übernahm 2008 auch den Vorsitz von Nahles. 2011 wurde er von Mattheis abgelöst, die sich bei ihrer Wahl gegen Angela Marquardt durchsetzte. Nachfolger von Mattheis wurden 2021 Lino Leudesdorff, Ülker Radziwill und Sebastian Roloff. Seit dem 30. Oktober 2023 sind Jan Dieren, Erik von Malottki und Alma Kleen Vorsitzende der Gruppierung.
Der Verein wirbt selbst um Mitglieder, die mit ihren Mitgliedsbeiträgen die Aktionen des Vereins finanzieren. Eine Mitgliedschaft in der SPD ist nicht Voraussetzung für eine Mitgliedschaft im Verein. Landtags- und Bundestagsabgeordnete müssen höhere Beiträge zahlen. 2008 hatte das Forum 650 Mitglieder und erzielte Einnahmen in Höhe von 65.000 €. Der Verein unterhält regionale Unterorganisationen in zehn Bundesländern. Die Vereinsmitglieder veröffentlichen in der Zeitschrift spw – Zeitschrift für sozialistische Politik und Wirtschaft. Im gleichnamigen Verlag erscheinen weitere DL-21-Publikationen. Die Gruppe wurde in einem Spiegel-Artikel als „Partei in der Partei“ bezeichnet.

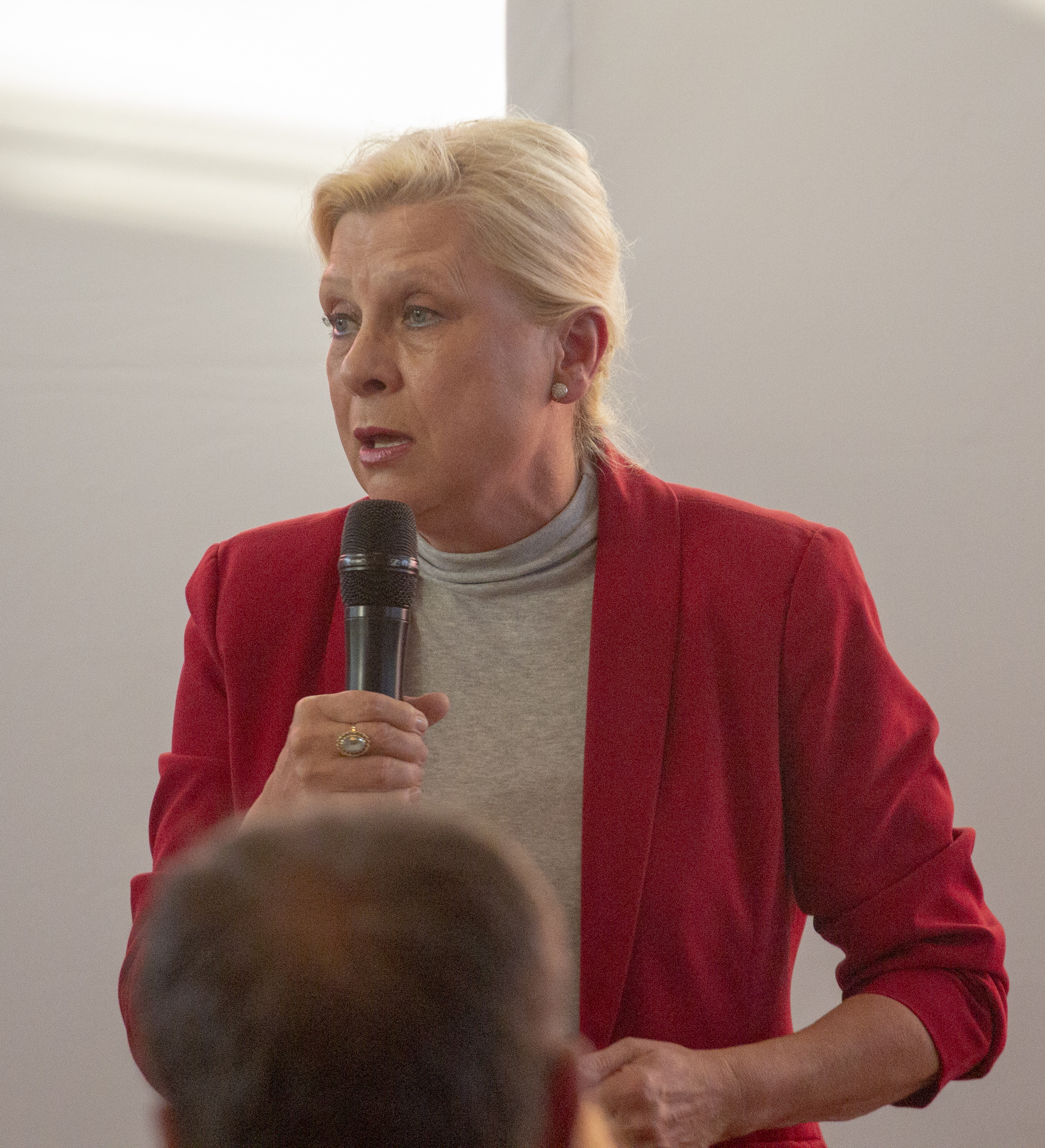
Hilde Mattheis (2019), DL21-Vorsitzende 2011–2021

Eine Presseerklärung der Vorsitzenden Mattheis zum Mindestlohngesetz („Ausnahmen vom Mindestlohn sind unsozial“) führte im Juli 2014 zu den Austritten von Andrea Nahles, Florian Pronold, Christine Lambrecht, Niels Annen, Angela Marquardt und Benjamin Mikfeld. Als Grund für den Austritt gaben sie nicht die konkrete Äußerung Mattheis an, sondern die generelle Haltung, die DL 21 unter ihrer Führung angenommen habe und die sie als Fundamentalopposition kritisierten. Bereits im Oktober 2013 waren Thorsten Schäfer-Gümbel und der ehemalige DL-21-Vorsitzende Björn Böhning aus dem Verein ausgetreten, dem Böhning „eine gewisse Lust an der innerparteilichen Niederlage“ zuschrieb. Die Austritte wurden in Presseberichten als Spaltung des linken Parteiflügels und Bedeutungsverlust von DL 21 gewertet.
Im November 2014 gründete sich die nach ihrem Gründungsort benannte „Magdeburger Plattform“. Ursprünglich war diese als neue Organisation der Parteilinken und pragmatischere Alternative zu DL 21 gedacht. Im Zuge der Gründung wurde hieraus aber eine Plattform zur Vernetzung aller SPD-Linken. Entsprechend ist das Forum gleichberechtigter Teil der neuen gemeinsamen Plattform.
Im Zuge der Diskussion um den Wiedereintritt in die Große Koalition in den Jahren 2017 und 2018 stieg die Mitgliederzahl des Forums um mehr als 30 Prozent. Im September 2019 hatte es rund 1.300 Mitglieder, darunter rund 30 Personen mit Mandaten oder in Regierungsverantwortung.
Im Juni 2024 reichte die FdL ein Mitgliederbegehren ein ("Unsere Demokratie nicht wegkürzen, in unsere Zukunft investieren!"). Sie schrieb, sie wolle Kürzungen in den Bereichen Soziales, Gesundheit, Jugend, Familie, Bildung, Demokratie und Entwicklungszusammenarbeit verhindern. 
Die Haushaltsgesetzgebung liegt aber ausschließlich beim Deutschen Bundestag.

## Aufgaben und Ziele
Die Satzung des Vereins Forum DL 21 definiert seinen Zweck als die Förderung „[des] Gleichheitsgedanken[s] und internationale[r] Gesinnung, [der] Toleranz auf allen Gebieten der Kultur sowie [des] Streben[s] nach Völkerverständigung und Frieden in der Welt“ auf der Basis der Grundwerte des Demokratischen Sozialismus – Freiheit, Gerechtigkeit und Solidarität. Zu diesem Zweck ist der Verein unterstützend bei der Schaffung der wissenschaftlichen und sozialen Grundlagen dafür, dass „im Sinne des Grundgesetzes der Bundesrepublik Deutschland und der internationalen Menschenrechte alle Menschen friedlich zusammen leben können und Unfreiheit und Unfrieden überwunden werden“, tätig. Dabei fördert er insbesondere gesellschaftswissenschaftliche Arbeiten, wissenschaftliche und Bildungsveranstaltungen beziehungsweise Bildungsmaßnahmen.

## Vorsitzende
- 2000–2008: Andrea Nahles
- 2008–2011: Björn Böhning
- 2011–2021: Hilde Mattheis
- 2021–2023: Lino Leudesdorff, Ülker Radziwill und Sebastian Roloff
- seit 2023: Jan Dieren, Erik von Malottki und Alma Kleen